# Donax brazieri
Donax brazieri is een tweekleppigensoort uit de familie van de Donacidae. De wetenschappelijke naam van de soort is voor het eerst geldig gepubliceerd in 1892 door E. A. Smith.